# جزیره آملیا
جزیره آملیا بخشی از مجمع الجزایری است که در امتداد ساحل شرقی ایالات متحده از کارولینای جنوبی تا فلوریدا امتداد دارد. این جزیره جنوبی‌ترین بخش مجمع الجزایر و شمالی‌ترین جزیره سدی در سواحل اقیانوس اطلس فلوریدا است. که واقع در شهرستان ناسائو، فلوریدا است،۱۳ مایل (۲۱ کیلومتر) طول آن و تقریباً ۴ مایل (۶٫۴ کیلومتر) عریض‌ترین نقطه آن است. جوامع ساحل فرناندینا، آملیا سیتی و ساحل آمریکایی در این جزیره قرار دارند.

## جغرافیا

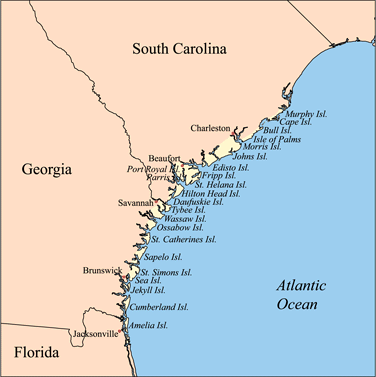
مجمع الجزایری که آملیا جنوبی‌ترین آن است.

مسیر جزیره آملیا بخشی از مسیر سبز ساحل شرقی است، مسیر ۳۰۰۰ مایلی که مین را به فلوریدا متصل می‌کند.

### فرودگاه
فرودگاه شهری ساحل فرناندینا (KFHB)، یک شرکت هواپیمایی عمومی و سابقاً پایگاه هوایی نظامی بوده که اکنون نیز در مواقعی توسط نیروی دریایی ایالات متحده، گارد ساحلی ایالات متحده و گارد ملی هوایی فلوریدا استفاده می‌شود، در جزیره واقع شده‌است.

## تاریخچه
این جزیره به نام پرنسس آملیا، دختر جورج دوم بریتانیای کبیر، نامگذاری شد و چندین بار بین قدرت‌های استعماری دست به دست شد. ادعا می‌شود که هشت پرچم بر فراز جزیره آملیا به اهتزاز درآمده است: فرانسه، اسپانیایی، بریتانیایی، فلوریدی/میهن پرستان، صلیب سبز، مکزیکی، کنفدراسیون و ایالات متحده.

### استقرار اولیه اروپاییان
گروه‌های بومیان آمریکایی که با مردم تیموکوا مرتبط بودند در حدود سال ۱۰۰۰ در جزیره ساکن شدند که آن را ناپویکا نامیدند. آنها تا اوایل قرن ۱۸ در آنجا ماندند. در سال ۱۵۶۲، ژان ریبو، کاشف فرانسوی هوگنو، اولین بازدیدکننده اروپایی در تاربخ ثبت شده از ناپویکا شد و نام این جزیره را ایل دو مای گذاشت. در سال ۱۵۶۵، نیروهای اسپانیایی به رهبری پدرو منندس دی آویلس، فرانسوی‌ها را از شمال شرقی فلوریدا با حمله به دژ مستحکم آنها در فورت کارولین در ریویر دو مای (که بعدها توسط اسپانیایی‌ها ریو د سان خوان نامیده شد و بعداً به انگلیسی رودخانه سنت جانز نامیده شد) عقب راندند.. آنها ریبو و شاید ۳۵۰ مستعمره فرانسوی دیگر را که کشتی غرق شده بودند، کشتند.

### حکومت اسپانیا
در سال ۱۵۷۳ فرانسیسکن‌های اسپانیایی ساختمان مبلغان سانتا ماریا د سنا را در جزیره تأسیس کردند، که آن‌ها را Isla de Santa María نامیدند. در اوایل قرن هفدهم، اسپانیایی‌ها مردم موکاما را از سکونتگاه‌های قبلی خود به سانتا ماریا د سنا کوچاندند
در سال ۱۶۸۰، حملات بریتانیا به جزیره سنت کاترین، جورجیا، منجر به این شد که بومیان مسیحی گوآل ساختمان مبلغین سانتا کاتالینا د گوآل را رها کرده و به ساختمان‌های مبلغین اسپانیایی در جزیره سانتا ماریا نقل مکان کنند. در سال ۱۷۰۲، پس از اینکه جیمز مور فرماندار استعماری کارولینای جنوبی با نیروی استعمار بریتانیایی و متحدان بومیان آمریکایی اش به فلوریدا حمله کرد، اسپانیایی‌ها این ساختمان‌ها را رها کردند.
بنیانگذار و فرماندار استعماری جورجیا، جیمز اوگلتورپ این جزیره را به افتخار شاهزاده آملیا (۱۷۱۰–۱۷۸۶)، دختر جورج دوم بریتانیای کبیر، به «جزیره آملیا» تغییر نام داد، اگرچه هنوز در تملک اسپانیا بود. Oglethorpe پس از دستور به پادگان Highlanders اسکاتلند برای ساختن یک قلعه در لبه شمال غربی جزیره، با مقامات استعماری اسپانیا برای انتقال جزیره به حاکمیت بریتانیا به توافق رسید. فیلیپ پنجم، پادشاه اسپانیا، این قرارداد را لغو کرد.

### حکومت بریتانیا
اوگلتورپ در سال ۱۷۴۲ نیروهای خود را بیرون کشید. این منطقه به یک منطقه مرزی بین مستعمرات انگلیس و اسپانیا تبدیل شد تا اینکه معاهده پاریس (۱۷۶۳) جنگ هفت ساله را حل کرد، که در آن بریتانیا فرانسه را شکست داد. بر اساس این معاهده، اسپانیا برای ببه دست آوردن دوباره کنترل هاوانا، کوبا، فلوریدا را با بریتانیای کبیر مبادله کرد. این معاهده تمام مالکیت زمین اسپانیایی در فلوریدا را باطل کرد. اعلامیه سال ۱۷۶۳ رودخانه سنت ماری را به عنوان مرز شمال شرقی فلوریدای شرقی تعیین کرد.
در دوره اولیه حکومت بریتانیا، این جزیره به نام جزیره اگمونت شناخته می‌شد، پس از لرد اگمونت که مزرعه ای به وسعت ۱۰۰۰۰ هکتار داشت که تقریباً کل جزیره را پوشش می‌داد. احتمالاً مقر آن به اصطلاح «محل سکونت جدید» در سمت جنوبی دهانه نهر اگان در مجاورت رودخانه آملیا، محل شهر قدیمی کنونی بوده‌است. اگمونت در سال ۱۷۷۰ به تازگی توسعه خود از جزیره را آغاز کرده بود، زمانی که جرارد دو برام نقشه خود را به نام "طرح آملیا، جزیره اگمونت امروزی "را تهیه کرد. این بیشترنقشه توسعه برنامه‌ریزی شده در انتهای شمالی را به تصویر می‌کشد.
اگمونت در دسامبر ۱۷۷۰ درگذشت، پس از آن بیوه اش لیدی اگمونت کنترل املاک وسیع فلوریدا را به دست گرفت. او به توسعه مزرعه ادامه داد و استیون ایگان را به عنوان نماینده خود برای مدیریت آن منصوب کرد. با کار اجباری آمریکایی‌های آفریقایی‌تباربرده شده، او محصولات سودآور نیل را در آنجا تولید کرد. تا اینکه مزرعه توسط نیروهای آمریکایی از گرجستان در سال ۱۷۷۶ نابود شد.

### بازگشت حکومت اسپانیا
در اواخر دهه ۱۷۷۰ و اوایل دهه ۱۷۸۰، در طول جنگ انقلاب آمریکا، وفاداران به دولت بریتانیایی که از چارلستون و ساوانا گریختند، با عجله ساختمان‌های جدیدی را در این شهرک بنا کردند و شهر بداهه خود را هیلزبورو نامیدند. اسپانیا در سال ۱۷۸۳، تحت شرایط توافق جدید ایالات متحده با بریتانیای کبیر، مالکیت فلوریدا را به دست آورد. بندر آملیا یک مکان برای وفاداران به دولت بود که مستعمره را ترک می‌کردند. ساختمان‌ها را خراب کردند و الوارها را با خود بردند. در ژوئن ۱۷۸۵، پاتریک تونین، فرماندار سابق بریتانیا، فرماندهی خود را به شهر هیلزبورو منتقل کرد، و از آنجا به انگلستان رفت و در اواخر همان سال، سربازان و وفاداران را تخلیه کرد.
پس از تخلیه بریتانیا، مری ماتیر، فرزندانش و یک کارگر برده تنها ساکنان جزیره آملیا بودند. او از فرماندار تونین حق مالکیت بلوف مشرف به رودخانه آملیا را دریافت کرده بود. پس از تبادل پرچم در سال ۱۷۸۴، ولیعهد اسپانیا به ماتایر اجازه داد تا در جزیره بماند. برای اعطای مالکیت قبلی بریتانیا، مقامات اسپانیایی ۱۵۰ جریب فرنگی (۶۱ هکتار) در محدوده شهر امروزی ساحل فرناندینا به او واگذار کردند. محل حق مالکیت اولیه Mattair، شهر قدیمی Fernandina امروزی است.
در سال ۱۷۸۳،معاهده دوم پاریس به جنگ انقلاب پایان داد و فلوریدا را به اسپانیا بازگرداند. ساکنان بریتانیایی فلوریدا باید ظرف ۱۸ ماه این منطقه را ترک می‌کردند مگر اینکه با اسپانیا سوگند وفاداری می‌کردند. در ژوئن ۱۷۹۵، شورشیان آمریکایی به رهبری ریچارد لانگ به پادگان اسپانیایی در جزیره آملیا حمله کردند. سرهنگ چارلز هاوارد، افسر ارتش اسپانیا، متوجه شد که شورشیان یک آتشبار ساخته‌اند و پرچم فرانسه را برافراشته اند. در ۲ آگوست، او نیروهای اسپانیایی قابل توجهی را جمع‌آوری کرد، از رودخانه Sisters Creek و رودخانه ناسائو عبور کرد و به آنها حمله کرد. شورشیان از طریق سنت ماری به گرجستان فرار کردند.
در سال ۱۸۱۱، نقشه‌بردار جورج جی اف کلارک، شهر فرناندینا را ساخت، که توسط انریکه وایت، فرماندار استان فلوریدا شرقی اسپانیا، به افتخار فردیناند هفتم پادشاه اسپانیا نامگذاری شد.

پرچم پاتریوت فلوریدا شرقی

### "جنگ میهنی" به رهبری آمریکا
در ۱۶ مارس ۱۸۱۲، جزیره آملیا توسط شورشیان ایالات متحده که خود را " میهن پرستان جزیره آملیا " می‌نامند، تحت فرماندهی ژنرال جورج ماتیوس، فرماندار سابق جورجیا، مورد تهاجم و تصرف قرار گرفت. این اقدام به‌طور ضمنی توسط رئیس‌جمهور جیمز مدیسون تأیید شد. ژنرال ماتیوس به خانه‌ای در سنت ماری، جورجیا، ۹ مایل در آن سوی کامبرلند ساوند از فرناندینا در انتهای شمال غربی جزیره نقل مکان کرد.
در همان روز، ۹قایق توپدار آمریکایی به فرماندهی کمودور هیو کمپبل خطی را در بندر تشکیل دادند و اسلحه‌های خود را به سمت شهر نشانه رفتند. از نقطه پیتر، ژنرال ماتیوس به سرهنگ لودویک اشلی دستور داد که پرچمی را برای دون جوستو لوپز، فرمانده قلعه و جزیره آملیا بفرستد و خواستار تسلیم شدن او شود. لوپز نیروی برتر را تصدیق کرد و بندر و شهر را تسلیم کرد. جان اچ. مکینتاش، جورج جی اف کلارک، جوستو لوپز و دیگران مواد کاپیتولاسیون را امضا کردند. میهن پرستان استانداردهای خود را بالا بردند. روز بعد، ۱۷ مارس، یک گروه از ۲۵۰ سرباز معمولی ایالات متحده از پوینت پیتر آورده شد و دولت تازه تأسیس پاتریوت شهر را به ژنرال متیوس تسلیم کرد. او رسماً به نام ایالات متحده تصرف کرد و دستور داد پرچم پاتریوت زده شود و پرچم ایالات متحده فوراً برافراشته شود.
این بخشی از طرح ژنرال ماتیوس و رئیس‌جمهور مدیسون برای ضمیمه کردن فلوریدا شرقی بود، اما کنگره از احتمال کشیده شدن به جنگ با اسپانیا در حالی که درگیر جنگ ۱۸۱۲ علیه بریتانیای کبیر بود، نگران شد. زمانی که جیمز مونرو، وزیر امور خارجه، مجبور شد متیوز را از مسئولیت خود خلاص کند، این تلاش از بین رفت. مذاکرات برای خروج نیروهای آمریکایی در اوایل سال ۱۸۱۳ آغاز شد. در ۶ می، ارتش پرچم را در فرناندینا پایین آورد و نیروهای باقیمانده خود را از رودخانه سنت ماری به گرجستان برد. اسپانیا این منطقه را تصرف کرد و کنترل جزیره را دوباره به دست گرفت. در سال ۱۸۱۶ اسپانیایی‌ها ساخت قلعه جدید سن کارلوس را برای محافظت از فرناندینا تکمیل کردند.

### گرگور مک گرگور و جمهوری فلوریدا

پرچم صلیب سبز

شورش‌ها و تلاش‌های بی‌سابقه ادامه یافت. گرگور مک گرگور، یک سرباز ثروتمند اسکاتلندی‌تبار، ارتشی متشکل از ۱۵۰ مرد، از جمله نیروهای استخدام شده از چارلستون و ساوانا، برخی کهنه سربازان جنگ ۱۸۱۲ و ۵۵ تفنگدار را در حمله به فورت سن کارلوس در ۲۹ ژوئن ۱۸۱۷ رهبری کرد. فرمانده، فرانسیسکو مورالس، به پرچم اسپانیا کوبید و فرار کرد. مک گرگور پرچم خود را، «صلیب سبز فلوریدا»، یک صلیب سبز روی زمینی سفید، بر فراز قلعه برافراشت و «جمهوری فلوریدا» را اعلام کرد. در ۴ سپتامبر، در مواجهه با تهدید تلافی جویانه اسپانیایی‌ها، و کمبود پول و تقویت کافی، مک گرگور برنامه‌های خود برای فتح فلوریدا را رها کرد و با اکثر افسرانش، فرناندینا را به مقصد باهاما ترک کرد و یک گروه کوچک از مردان را در فورت سن کارلوس ترک کرد. پادگان و نیرویی از نیروهای نامنظم آمریکایی، که توسط برام یاشو و جارد ایروین، نماینده سابق کنگره پنسیلوانیا سازماندهی شده بود، تلاش اسپانیایی‌ها برای احراز مجدد اقتدار را دفع کردند.

### نبرد جزیره آملیا
در ۱۳ سپتامبر، نبرد جزیره آملیا زمانی آغاز شد که اسپانیایی‌ها یک باتری از چهار توپ برنجی را در تپه مک لور در شرق قلعه نصب کردند. آنها با حدود ۳۰۰ مرد، با پشتیبانی دو قایق توپدار، فرناندینا را گلوله‌باران کردند. نیروهای ایروین شامل نود و چهار مرد، کشتی‌های خصوصی مورگیانا و سنت جوزف، و ژوپیتر بود. قایق‌های توپدار اسپانیایی در ساعت ۳:۳۰ شروع به تیراندازی کردند بعد از ظهر و باتری روی تپه به توپخانه پیوست. اسلحه‌های فورت سن کارلوس، در بلوف رودخانه در شمال غربی تپه، و اسلحه‌های سنت جوزف از جزیره آملیا دفاع کردند. گلوله‌های توپ دو نفر را کشت و دیگر سربازان اسپانیایی را که در زیر مجموعه بودند زخمی کردند. شلیک تا تاریک شدن هوا ادامه داشت. فرمانده اسپانیایی که متقاعد شده بود نمی‌تواند جزیره را تصرف کند، نیروهای خود را عقب کشید.

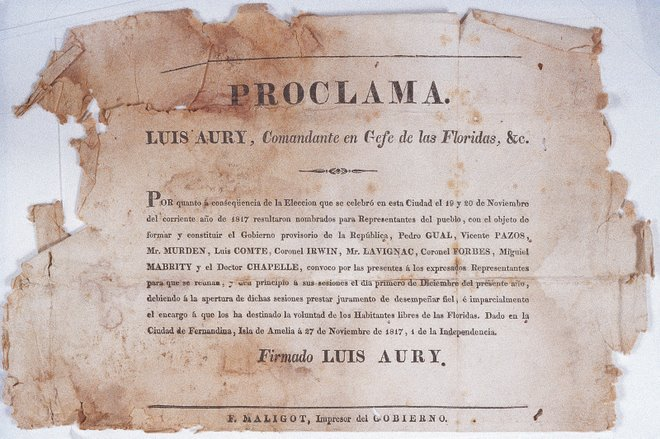
یک سند رسمی که نتایج انتخاباتی را که تحت اقتدار لوئی میشل آوری در سال ۱۸۱۷ برگزار شد، اعلام می‌کند.

### خصوصی فرانسوی لوئی میشل آوری
هابارد و اروین بعداً با دزد دریایی فرانسوی الاصل لوئیس میشل آوری، که ظاهراً از طرف جمهوری انقلابی مکزیک ادعای مالکیت جزیره آملیا را مطرح کرد، به نیروهای خود پیوستند. او قبلاً با مک گرگور در ماجراجویی‌های فیلیباستر آمریکای جنوبی مرتبط بود، آوری همچنین در میان گروهی از بوکانیر مستقر در جزیره گالوستون، تگزاس رهبر بود.
آوری کنترل آملیا را به عهده گرفت، یک نهاد اداری به نام «شورای عالی فلوریدا» ایجاد کرد. او به دبیران خود پدرو گوآل و ویسنته پازوس دستور داد تا قانون اساسی را تنظیم کنند، و از تمام فلوریدا دعوت کرد تا برای دور انداختن یوغ اسپانیایی متحد شوند. برای چند ماهی که آئوری جزیره آملیا را کنترل کرد، پرچم جمهوری انقلابی مکزیک برافراشته بود. «ایالت‌های وابسته» مفروض او هنوز در آن زمان با اسپانیایی‌ها در جنگ برای استقلال می‌جنگیدند.

### اشغال آمریکا
ایالات متحده قصد داشت فلوریدا را ضمیمه کند و یک نیروی دریایی فرستاد که جزیره آملیا را در ۲۳ دسامبر ۱۸۱۷ تصرف کرد. آوری جزیره را در ۲۳ دسامبر ۱۸۱۷ به کمودور جی دی هنلی و نیروهای آمریکایی سرگرد جیمز بنکهد تسلیم کرد. او بیش از دو ماه به عنوان یک مهمان ناخواسته در جزیره ماند. بانک، هد فرناندینا را اشغال کرد و رئیس‌جمهور جیمز مونرو قول داد که آن را «در امانت برای اسپانیا» نگه دارد. این قسمت در تاریخ فلوریدا به عنوان ماجرای جزیره آملیا شناخته شد.

### واگذاری فلوریداها توسط اسپانیا به ایالات متحده
اگرچه اسپانیا از مداخله ایالات متحده در فورت سن کارلوس عصبانی بود، اما فلوریدا را واگذار کرد. اعلامیه معاهده آدامز اونیس در ۲۲ فوریه ۱۸۲۱، دو سال پس از امضای آن در سال ۱۸۱۹، به‌طور رسمی هم فلوریدا شرقی و هم آنچه از ادعاهای اسپانیا در غرب فلوریدا باقی مانده بود، به ایالات متحده منتقل شد. هم آن سالی بود که مکزیک از اسپانیا استقلال یافت.
ارتش ایالات متحده از این قلعه استفاده چندانی نکرد و به زودی آن را رها کرد. متعاقباً، این جزیره به صورت خصوصی توسط کشاورزان سفیدپوست با استفاده از کار سیاهان برده شده به صورت مزارع توسعه یافت.

### در طول جنگ داخلی آمریکا
در روزهای قبل از جنگ داخلی آمریکا، هواداران کنفدراسیون که خود را هنگ سوم داوطلبان فلوریدا می‌نامیدند، در ۸ ژانویه ۱۸۶۱ کنترل فورت کلینچ را به دست گرفتند. این دو روز قبل از جدایی فلوریدا بود. واقع در انتهای شمالی جزیره، در دست ساخت بوده‌است. کارگران فدرال سایت را رها کردند. ژنرال کنفدراسیون رابرت ای لی در نوامبر ۱۸۶۱ و دوباره در ژانویه ۱۸۶۲ طی بررسی استحکامات ساحلی از فورت کلینچ بازدید کرد.
نیروهای اتحادیه کنترل فدرالی جزیره را در ۳ مارس ۱۸۶۲ بازگرداندند. آنها ۲۸ قایق توپدار به فرماندهی کمودور ساموئل فرنسیز دوپونت داشتند. این جزیره بردگان را به اتحادیه جذب کرد، جایی که آنها آزادی را به دست آوردند. در سال ۱۸۶۳٬۱۲۰۰ آزادگان و فرزندانشان و ۲۰۰ سفیدپوست در جزیره زندگی می‌کردند. این یکی از مکان‌های متعددی بود که آزادگان در نزدیکی نیروهای اتحادیه جمع می‌شدند.
در سال ۱۸۶۲، وزیر جنگ، ادوارد ام. استنتون، از طرفداران لغو ممنوعیت در شمال برای کمک به مراقبت از هزاران برده آزاده که در نزدیکی نیروهای اتحادیه در مناطق کارولینای جنوبی و فلوریدا اردو زده بودند، درخواست کرد. در میان کسانی که پاسخ دادند ساموئل جی می از سیراکوز، نیویورک بود که «انجمن امداد آزادگان» را در شهر سازماندهی کرد. بودجه برای حمایت از دو معلم در جزیره آملیا جمع‌آوری شد. یکی کلویی مریک اهل سیراکوز بود. او به جزیره رفت و در آنجا به آزادگان آموزش داد، در سال ۱۸۶۳ یک مدرسه و یتیم خانه تأسیس کرد و کمک‌های مستمری را در سیراکوز برای پوشاک و تدارکات برای فقرای جزیره جمع‌آوری کرد. او پس از ازدواج با فرماندار هریسون رید فلوریدا در سال ۱۸۶۹ به حمایت خود از آموزش و رفاه در کل ایالت ادامه داد. تا سال ۱۸۷۲ حدود یک چهارم کودکان در سن مدرسه توسط مدارس دولتی جدید خدمات رسانی می‌شدند.

## مناسبت‌ها
جزیره آملیا میزبان جشنواره سالانه میگوی Isle of Eight Flags (با بیش از ۱۵۰۰۰۰ بازدیدکننده در ماه مه)، جشنواره جاز جزیره آملیا، جشنواره موسیقی مجلسی جزیره آملیا، جشنواره فیلم جزیره آملیا، رویداد خیریه خودروسازی Amelia Island Concours است.d'Elegance و جشنواره بلوز جزیره آملیا. جزیره آملیا محل اصلی فیلمبرداری فیلم ایالت آفتاب به کارگردانی جان سایلس در سال ۲۰۰۲ بود.ماجراهای جدید پیپی جوراب بلند نیز در سال ۱۹۸۸ در آنجا فیلمبرداری شد.
جزیره آملیا به مدت ۲۸ سال (۱۹۸۰ تا ۲۰۰۸) میزبان مسابقات انجمن تنیس زنان بود. از سال ۱۹۸۷ تا ۲۰۰۸ به عنوان مسابقات قهرمانی Bausch & Lomb شناخته می‌شد.
از سال ۲۰۰۹ جزیره آملیا میزبان مسابقات آزاد سالانه پتانک آمریکا از بازی پتانک، شکلی از بولز بوده‌است.

### گلف
جزیره آملیا دارای پنج زمین گلف است:
- زمین Oak Marsh
- زمین Long Point (باشگاه جزیره آملیا)
- باشگاه گلف جزیره آملیا
- باشگاه گلف رودخانه آملیا
- باشگاه گلف ساحلی فرناندینا